# 少年と自転車
『少年と自転車』（しょうねんとじてんしゃ、Le gamin au vélo）は2011年のベルギー・フランス・イタリア合作のドラマ映画。監督のダルデンヌ兄弟が2003年に日本で開催された少年犯罪のシンポジウムで耳にした育児放棄の実話から着想を得た作品である。出演はトマ・ドレとセシル・ドゥ・フランスなど。
第64回カンヌ国際映画祭のコンペティション部門に出品され、同映画祭で2011年5月15日に初上映された他、審査員特別グランプリを受賞している。ダルデンヌ兄弟の作品としては、5作品連続でのカンヌでの受賞であり、これは史上初である。

## ストーリー
施設に預けられている11歳の少年シリルは、父親に捨てられたという現実を受け入れられず、孤独の中で反抗的な態度を取り続けている。そんなシリルと偶然知り合った美容師の独身女性サマンサは、シリルに週末の里親になって欲しいと頼まれると、それを受け入れたばかりか、シリルの父親の行方探しを手伝う。サマンサのおかげでようやく父ギイと再会できたシリルだったが、自分の生活で手一杯のギイは二度と会いに来るなとシリルを追い返す。激しいショックを受けたシリルだったが、それから後も週末はサマンサの家で過ごすようになる。
サマンサの家で穏やかに過ごしていたシリルだったが、近所の不良少年ウェスに気に入られたことから彼の言いなりになる。サマンサからウェスと付き合わないように言われても耳を貸さないばかりか、止めるサマンサに怪我を負わせてまでウェスとの関係を優先したシリルは、ウェスに言われるまま強盗を働いてしまう。しかし、シリルが被害者に顔を見られたことを知ったウェスが激高し、全ての罪をシリルになすりつけようとしたことから、シリルはようやくウェスがシリルを利用していただけだったことを知る。傷ついたシリルは父のもとに行き、盗んだ金を渡そうとするが、父からも見捨てられる。結局、シリルはサマンサの元に戻り、サマンサと警察に出頭する。
事件は、サマンサが被害者に損害を賠償し、シリルが被害者に謝罪することで示談で収まる。サマンサと再び穏やかな生活を送るようになったシリルだったが、被害者の息子で自身もシリルに殴られた少年マルタンがシリルを見つけて襲いかかる。逃げ出したシリルは木に登って逃れようとするが、マルタンが投げた石が当たって地面に落ちて気を失う。慌てたマルタンとその父親はシリルが勝手に落ちたことにして、救急車を呼ぼうとするが、そこでシリルの意識が戻る。そして、シリルは自転車に乗ってその場を後にする。

## キャスト
- シリル・カトゥル: トマ・ドレ（フランス語版）
- サマンサ・プッチオ: セシル・ドゥ・フランス
- ギイ・カトゥル: ジェレミー・レニエ - シリルの父
- 書店主: ファブリツィオ・ロンジョーネ（フランス語版）
- ウェス・デシャン: エゴン・ディ・マテオ（フランス語版） - 不良少年。
- 居酒屋の主人: オリヴィエ・グルメ

## 作品の評価

### 映画批評家によるレビュー
アロシネによれば、フランスの22のメディアによる評価の平均点は5点満点中4.2点である。
Rotten Tomatoesによれば、批評家の一致した見解は「ダルデンヌ兄弟のいつも通りの優れた演出のおかげで、『少年と自転車』は心痛む、テーマ性と精神性に富んだドラマに仕上がっている。」であり、133件の評論のうち高評価は96%にあたる128件で、平均点は10点満点中8.1点となっている。
Metacriticによれば、33件の評論のうち、高評価は31件、賛否混在は2件、低評価はなく、平均点は100点満点中87点で、「MUST-SEE（必見）」と評価されている。

### 主な映画賞受賞・ノミネート
第64回カンヌ国際映画祭
審査員特別グランプリ 受賞
第37回セザール賞
外国映画賞 ノミネート
第24回ヨーロッパ映画賞
脚本賞 受賞
作品賞、監督賞、女優賞 ノミネート
第69回ゴールデングローブ賞
外国語映画賞 ノミネート
第27回インディペンデント・スピリット賞
外国映画賞 ノミネート
ナショナル・ボード・オブ・レビュー賞 (2012年)
外国語映画トップ5（の1作品）
第17回サンディエゴ映画批評家協会賞
外国語映画賞 受賞
第16回サテライト賞
外国語映画賞 ノミネート
第9回セントルイス映画批評家協会賞
外国語映画賞 ノミネート
第36回トロント国際映画祭
マスターズ 出品